# Asociación Navarra de Autismo
La Asociación Navarra de Autismo, conocida también por su acrónimo ANA, es una asociación sin ánimo de lucro creada en 2012 para ayudar a personas con autismo y a sus familiares. Da cobertura a todos los trastornos del espectro autista (TEA), trastornos generalizado del desarrollo ( (TGD), el síndrome de Asperger y otros trastornos con sintomatología dentro del espectro autista.

## Localización
La Asociación Navarra de Autismo tiene su sede social en la c/ Monasterio de Urdax, 36 en el barrio pamplonés de San Juan.
También dispone de otros dos locales. El local de Pamplona sito en el barrio de la Milagrosa, en la c/ Blas de la Serna, 58 1.º D.  Y el local de Tudela que se encuentra en la c/ Frontón Nº5.

## Historia
La Asociación Navarra de Autismo es una asociación sin ánimo de lucro creada en Pamplona en enero de 2012 por un grupo de padres de niños con autismo.
El 25 de junio de 2012, abrió por primera vez la Escuela de verano, convirtiéndose este en un proyecto pionero en España, ya que se realiza una intervención terapéutica individualizada para cada niño durante su estancia. Posteriormente, se creó también la Escuela de Navidad para fechas navideñas. y otra en Semana Santa.

## Objetivos
El principal objetivo de la Asociación Navarra de Autismo es facilitar la integración de las personas con autismo en la sociedad.

## Servicios
La Asociación Navarra de Autismo presta diversos servicios entre los que destacan la inmersión total y formación intensiva de las familias, formación a profesionales, realización de diagnósticos e informes diagnósticos a través del ADI-R y ADOS, intervención terapéutica en los niños y personas con trastornos del espectro autista basada en los métodos DENVER y TEACCH, o la adaptación de los materiales de escolarización y los deportes practicados tales como natación, judo, patinaje o esquí. También llevan a cabo acciones, quejas y otros tipos de actividades para dar a conocer los trastornos relacionados, así como propuestas a las administraciones públicas, como es por ejemplo el Servicio Navarro de Salud, para llevar a cabo sus objetivos.

## Reconocimientos
La Asociación Navarra de Autismo, a lo largo de su historia, ha sido reconocida con el Sello Socialmente Comprometido; concedido en el año 2014, por su atención específica individualizada durante los períodos de verano y Navidad. En diciembre de 2015, esta asociación fue declarada entidad de utilidad pública. Y en 2017, fue galardonada con el premio «La Mandarra Solidaria» por parte de la peña sanferminera de Oberena.
También recibe reconocimientos de empresas privadas que se traducen en fondos para la asociación.

## Junta directiva
La junta de la Asociación Navarra de Autismo está formada por Amaya Ariz (presidenta), Mentxu Ochoa (vicepresidenta y tesorera), Yolanda Álvarez (secretaria) y Penelope Ausejo (vocal).

## Colaboradores
Además de los profesionales con los que cuenta la asociación para llevar a cabo sus labores y servicios, ocasionalmente y a través de actividades solidarias, cuenta con la colaboración para recaudar fondos de personas y organismos conocidos, como los humoristas Manolo San Juan, Aroa Berrozpe, Mario Simancas y Sara Escudero del Club de la comedia, Bodegas Protos, el compositor José Vives, el ciclista Prudencio Induráin, el músico Serafín Zubiri, la Anaitasuna, el Beti Onak o el Club Atlético Osasuna entre otros.